# Palmital (São Paulo)
Palmital – miasto i gmina w Brazylii, w stanie São Paulo. Znajduje się w mezoregionie Assis i mikroregionie Assis.